# Still Alive… and Well?
Still Alive… and Well? (с англ. — «Всё ещё жив... И здоров?»)— сборник композиций американской хэви-метал-группы Megadeth, выпущенный в 2002 году.

## Об альбоме
Название альбома («Всё ещё жив... И здоров?») является ответом Дэйва Мастейна на вопрос журналиста «что бы вы хотели написать на своем надгробии?» Обложка сборника выполнена в аналогичном стиле.
Первые шесть треков записаны на концертном выступлении группы в городе Феникс, штат Аризона 17 ноября 2001 года. Остальные песни являются студийными записями и все они присутствуют на альбоме Megadeth «The World Needs a Hero».

## Список композиций
| №   | Название                                                 | Текст песни             | Музыка                 | Длительность |
| --- | -------------------------------------------------------- | ----------------------- | ---------------------- | ------------ |
| 1.  | «Time: the Beginning" (концерт) /"Use the Man» (концерт) | Дэйв Мастейн            | Мастейн, Марти Фридмен | 6:27         |
| 2.  | «The Conjuring» (концерт)                                | Мастейн                 | Мастейн                | 5:26         |
| 3.  | «In My Darkest Hour» (концерт)                           | Мастейн, Дэвид Эллефсон | Мастейн                | 5:29         |
| 4.  | «Sweating Bullets» (концерт)                             | Мастейн                 | Мастейн                | 4:43         |
| 5.  | «Symphony of Destruction» (концерт)                      | Mustaine                | Mustaine               | 5:24         |
| 6.  | «Holy Wars... The Punishment Due» (концерт)              | Мастейн                 | Мастейн                | 8:51         |
| 7.  | «Moto Psycho»                                            | Мастейн                 | Мастейн                | 3:05         |
| 8.  | «Dread and the Fugitive Mind»                            | Мастейн                 | Мастейн                | 4:24         |
| 9.  | «Promises»                                               | Мастейн                 | Мастейн, Эл Питрелли   | 4:26         |
| 10. | «The World Needs a Hero»                                 | Мастейн                 | Мастейн                | 3:52         |
| 11. | «Burning Bridges»                                        | Мастейн                 | Мастейн                | 5:20         |
| 12. | «Return to Hangar»                                       | Мастейн                 | Мастейн                | 4:00         |

## Участники записи
Музыканты Megadeth на момент записи концерта и альбома «The World Needs a Hero»:
- Дэйв Мастейн — вокал, гитара
- Дэвид Эллефсон — бас-гитара
- Эл Питрелли — гитара, бэк-вокал
- Деграссо, Джимми — барабаны